# Volteggiatori

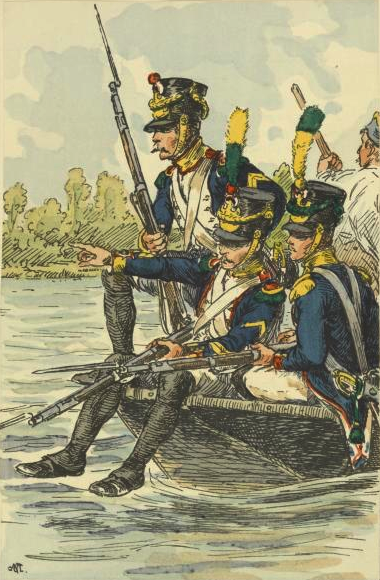
Volteggiatori francesi sul Danubio

I volteggiatori (traduzione dal francese voltigeurs) erano unità militari francesi create nel 1804 da Napoleone.
Il termine si riferiva a truppe di fanteria leggera specializzate, disposte davanti alla linea d'attacco principale con lo scopo di bersagliare il nemico da lontano con azioni rapide e di sorpresa.
Più in generale il termine venne a designare le unità di fanteria leggera di una compagnia d'élite destinate ad agire come tiratori davanti alla linea formata da un battaglione.
La Guardia imperiale contava al tempo 16 reggimenti di volteggiatori i quali, sebbene non particolarmente adatti al combattimento ravvicinato, erano i migliori tiratori dell'esercito francese.

## Volteggiatori Corsi
I Volteggiatori Corsi furono un corpo speciale, istituito con ordinanza del 6 novembre 1822, allo scopo di reprimere il fenomeno del banditismo corso. Il battaglione era composto da 400 volontari, scelti tra i veterani di spiccate qualità militari, principalmente di origini corsa o italiana, era guidato dal colonnello Antoniu Galloni d'Istria e da un gruppo di ufficiali particolarmente energici.
Un tempo conclusa la campagna e debellato il fenomeno del banditismo nell'isola, il battaglione venne riformato, nel 1845, per essere definitivamente soppresso il 23 aprile 1850 e sostituito con un battaglione della Gendarmeria mobile.